# Trevor Rabin
Trevor Charles Rabin, född 13 januari 1954, är en sydafrikansk rockmusiker och filmmusikkompositör.
På 1970-talet var Rabin tonårsidol i hemlandet i bandet Rabbit. Han flyttade till London, där han gav ut tre soloplattor, alla i en rockig och progressiv stil. Musiker som bidrog var bland andra Jack Bruce och Manfred Mann. Rabin är ansedd som en skicklig kompositör, gitarrist, sångare och keyboardist. På 1980-talet var Rabin med och reformerade och vitaliserade symfonirockbandet Yes. Under denna tid gavs albumet 90125 ut, med listettan "Owner of a lonely heart". Han medverkade sedan på plattorna Big Generator (1987), Union (1991) och Talk (1994).
Rabin slutade i Yes 1994 och är numera en av de mest anlitade filmmusikkompositörerna i Hollywood. 2012 släppte Rabin första soloplattan med nytt material sedan 1989, den instrumentala "Jacaranda". 2014 avslöjade Rabin på sin facebooksida att han arbetar på ett kommande soloalbum som är mer i paritet med Rabins tidigare verk i Yes och solo. 
Rabin återförenades 2016 med forna Yes-kollegorna Jon Anderson och Rick Wakeman och turnerar 2016/2017 under namnet Anderson Rabin Wakeman (ARW). Trion planerar även att släppa ett album med nytt material 

## Diskografi

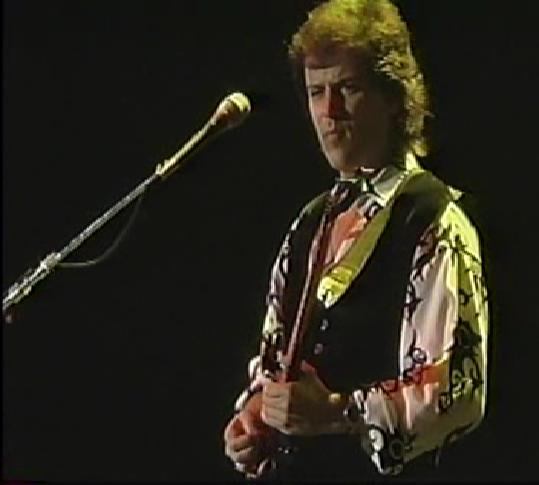
Trevor Rabin i Chile, 1994.

### Soloalbum
- Trevor Rabin (1978)
- Face to Face (1980)
- Wolf (1981)
- Can't Look Away (1989)
- Live in LA (2003)
- 90124 (2003)
- Jacaranda (2012)

### Med Yes
- 90125 (1983)
- Big Generator (1987)
- Union (1991)
- Talk (1994)

### Filmmusik (urval)
- 1996 – The Glimmer Man
- 1997 – Con Air
- 1998 – Armageddon
- 1998 – Enemy of the State
- 1999 – Deep Blue Sea
- 2000 – Gone in 60 seconds
- 2000 – Remember the Titans
- 2000 – 6:e dagen
- 2001 – American Outlaws
- 2001 – Rock Star
- 2001 – The One
- 2002 – Bad Company
- 2003 – Kangaroo Jack
- 2003 – Bad Boys II
- 2004 – Exorcisten: Begynnelsen
- 2004 – National Treasure
- 2005 – Coach Carter
- 2006 – Snakes on a Plane
- 2006 – Värstingarna
- 2006 – The Guardian
- 2007 – Hot Rod
- 2007 – National Treasure: Hemligheternas bok
- 2008 – Get Smart
- 2009 – Race to Witch Mountain
- 2009 – G-Force
- 2010 – Trollkarlens lärling
- 2011 – I Am Number Four
- 2011 – 5 Days of War